# Diego Araguainamo
Diego Jesús Araguainamo Guacaran (Puerto La Cruz, Venezuela, 22 de septiembre de 1994) es un futbolista venezolano que juega como defensa en el Dynamo Puerto de la Segunda División de Venezuela.

## Deportivo Anzoátegui
Equipo en el que realizó su debut en la temporada 2013/2014 y permaneció allí hasta el 30 de junio de 2016.

## Deportivo Táchira
En La temporada 2015/2016 es oficializado como nuevo jugador de Deportivo Táchira donde actualmente se encuentra vinculado.

## Clubes
| Club                       | País      | Año         | PJ | Goles |
| -------------------------- | --------- | ----------- | -- | ----- |
| Deportivo Anzoátegui ''B'' | Venezuela | 2013        | 15 | 0     |
| Deportivo Anzoátegui       | Venezuela | 2014 - 2016 | 74 | 4     |
| Deportivo Táchira          | Venezuela | 2016 - 2018 | 16 | 1     |
| Monagas S.C.               | Venezuela | 2019 - 2021 |    |       |
| Dynamo Puerto              | Venezuela | 2021 - Act. |    |       |